# 라스트 데이즈 (2005년 영화)
《라스트 데이즈》(Last Days)는 미국에서 제작된 구스 반 산트 감독의 2005년 드라마 영화이다. 실제 인물 커트 코베인의 마지막 날들을 각색한 것이다. 마이클 피트 등이 주연으로 출연하였고 대니 울프 등이 제작에 참여하였다.

## 출연

### 주연
- 마이클 피트
- 루카스 하스

### 조연
- 아시아 아르젠토
- 스콧 패트릭 그린
- 니콜 비시어스
- 리키 제이
- 라이언 오라이온

## 기타
- 협력프로듀서: 제이 헤르난데즈
- 세트: 사라 E. 맥밀런
- 의상: 미쉘 매틀랜드
- 배역: 말리 핀

## 같이 보기
- 커트 코베인